# Waterkrachtcentrale Oest-Srednekanskaja
De waterkrachtcentrale Oest-Srednekanskaja (Russisch: Усть-Среднеканская гидроэлектростанция, Oest-Srednekanskaja Gidroelektrostantsieja) is een waterkrachtcentrale in aanbouw in de rivier de Kolyma bij de Russische plaats Oest-Srednekan in de oblast Magadan. De waterkrachtcentrale vormt onderdeel van de Kolymski-cascade (Колымский каскад ГЭС), waartoe ook de waterkrachtcentrale Kolymskaja behoort.
De waterkrachtcentrale is onderdeel van Kolymaenergo, een dochteronderneming van staatsbedrijf EES Rossii.

## Algemene informatie
De bouw van de waterkrachtcentrale begon in 1990 en moet voltooid zijn in 2016.
De waterkrachtcentrale moet gaan bestaan uit:
- een aardstenen (каменно-земляная) stuwdam van 1916 meter lengte en een maximale hoogte van 66 meter;
- een betonnen dam voor de noodoverlaat met een lengte van 150 meter;
- een betonnen stuwdam;
- een waterkrachtcentralegebouw bij de dam;
- een betonnen blinde dam.

De waterkrachtcentrale is ontworpen door Lengidroprojekt met een capaciteit van 550Mw met een gemiddelde jaarlijkse capaciteit van 2555 kWh. In het waterkrachtcentralegebouw moeten 4 radiaal-axiaal geplaatste hydroaggregaten komen met elk een vermogen van 142,5 Mw, die werken met een berekende hoogte (напор) van 58 meter.
De stuwdam met een lengte van 2,49 kilometer moet het Stuwmeer van Oest-Srednekan gaan vormen met een oppervlakte van 265 km² en een totale capaciteit van 5,4 km³ en een bruikbare capaciteit van 2,6 km³. Door het ontstaan van dit stuwmeer wordt 40 hectare landbouwgrond onder water gezet.
De bouw van de waterkrachtcentrale wordt verricht onder zeer strenge klimatologische omstandigheden in een gebied met permafrost.

## Gebruik
De waterkrachtcentrale moet worden ingezet voor de stroomvoorziening van de oblast Magadan, waar een grote toename van de energievraag wordt verwacht vanwege een hernieuwde ontwikkeling van de mijnbouwindustrie. Een groot aantal huishoudens zal hierdoor niet langer afhankelijk zijn van duurdere geïmporteerde energie vanuit andere delen van Rusland.

## Bouwgeschiedenis
Op 3 augustus 1978 werd de bouw van de waterkrachtcentrale Kolymskaja voltooid en kwamen de architecten van Lengidroprojekt ook naar de locatie van de toekomstige waterkrachtcentrale Oest-Srednekanskaja. De voorbereidende bouwwerkzaamheden begonnen in 1990 en boekten aanvankelijk snelle vooruitgang. Tegen het einde van de jaren 90 verloor EES Rossii echter haar interesse in het project en de financiering van EES Rossii staakte daardoor vrijwel geheel, waardoor de bouw op kleine schaal verderging met financiering uit het schrale federale staatsbudget. Als gevolg hiervan vorderde de bouw slechts zeer langzaam. Op 21 januari 2005 werd door een interdepartementale werkgroep van Minpromenergo een vergadering gehouden, waarop de voltooiing van de waterkrachtcentrale werd besproken. Aan deze bijeenkomst deden vertegenwoordigers van Minekonomrazvitija, EES Rossii, bestuurders van de oblast Magadan en onafhankelijke deskundigen mee. Besloten werd de voorbereidingswerkzaamheden (пусковой комплекс) voor de waterkrachtcentrale af te ronden, die toen voor 75% waren voltooid. De kostten van voltooiing van de voorbereidingswerkzaamheden werden toen geschat op 5 miljard roebel (ongeveer 145 miljoen euro) en de voltooiing van het hele complex op 26 miljard roebel (ongeveer 745 miljoen euro). In 2006 werd door de federale overheid 990 miljoen roebel uitgetrokken voor de voltooiing, waardoor de bouw ineens sterk werd versneld. Op 13 en 27 september 2006 werden twee grote axiale turbinewielen (met elk een gewicht van 96 ton) afgeleverd op de luchthaven van Magadan. De installatie van de hydroaggregaten moet in de tweede helft van 2007 geschieden en in 2009 moet het inlaatstation van deze twee hydroaggregaten in gebruik worden genomen.